# 阪神アニメーショングループ
阪神アニメーショングループ（はんしんアニメーショングループ、略称：HAG）は、1976年発足の日本のアニメーション研究サークル。活動拠点は神戸など。初期の研究誌は「コマドリ」、会報は「ファン同士」（後に「ケパケパ」、「鍋します?」）。

## 概要
阪神アニメーショングループは1976年に神戸を拠点に発足し、アニメーションの上映会、自主制作、会報の発行などを行った。
1977年にはアニメーション映画の会(AFG)や漫画研究会風船(MKF)を引き継いで第8回全国アニメーション総会の関西大会を主催して、以後の関西大会の主催サークルとなり、次回は2024年10月に第52回を主催予定。
また1980年代にはアニメーション80の関西上映会の協力を行った。